# 오디세이 (영화)
"오디세이"(영어: The Odyssey)는 2026년 개봉 예정인 서사, 액션 모험 영화이다. 크리스토퍼 놀란이 감독과 각본을 맡았으며, 호메로스의 동명 서사시가 영화의 원작이다.